# 1014
Năm 1014 là một năm trong lịch Julius.

## Sự kiện
- Đại Lý xua quân tấn công Đại Cồ Việt nhưng bị nhà Lý đánh bại.